# Mercedes-Benz Clasa G
Mercedes-Benz Clasa G sau G-Wagen (cum a fost numit între 1979 și 1993), prescurtat de la Geländewagen, este un vehicul SUV 4×4 produs de Steyr-Puch (în prezent Magna Steyr) în Austria pentru producătorul german de automobile, Mercedes-Benz. În pofida introducerii unei înlocuiri pentru el, crossoverul SUV Mercedes-Benz GL-Class în 2006, G-Class rămâne în producție și este cel mult produs Mercedes-Benz din istoria Daimler, pe o perioadă de 32 de ani.
G-class a fost dezvoltat ca un vehicul militar, la sugestia șahului Iranului (la momentul respectiv un acționar mare) la Mercedes și a oferit o versiune civilă a vehiculului în 1979.

## G-Wagen 460 and 461

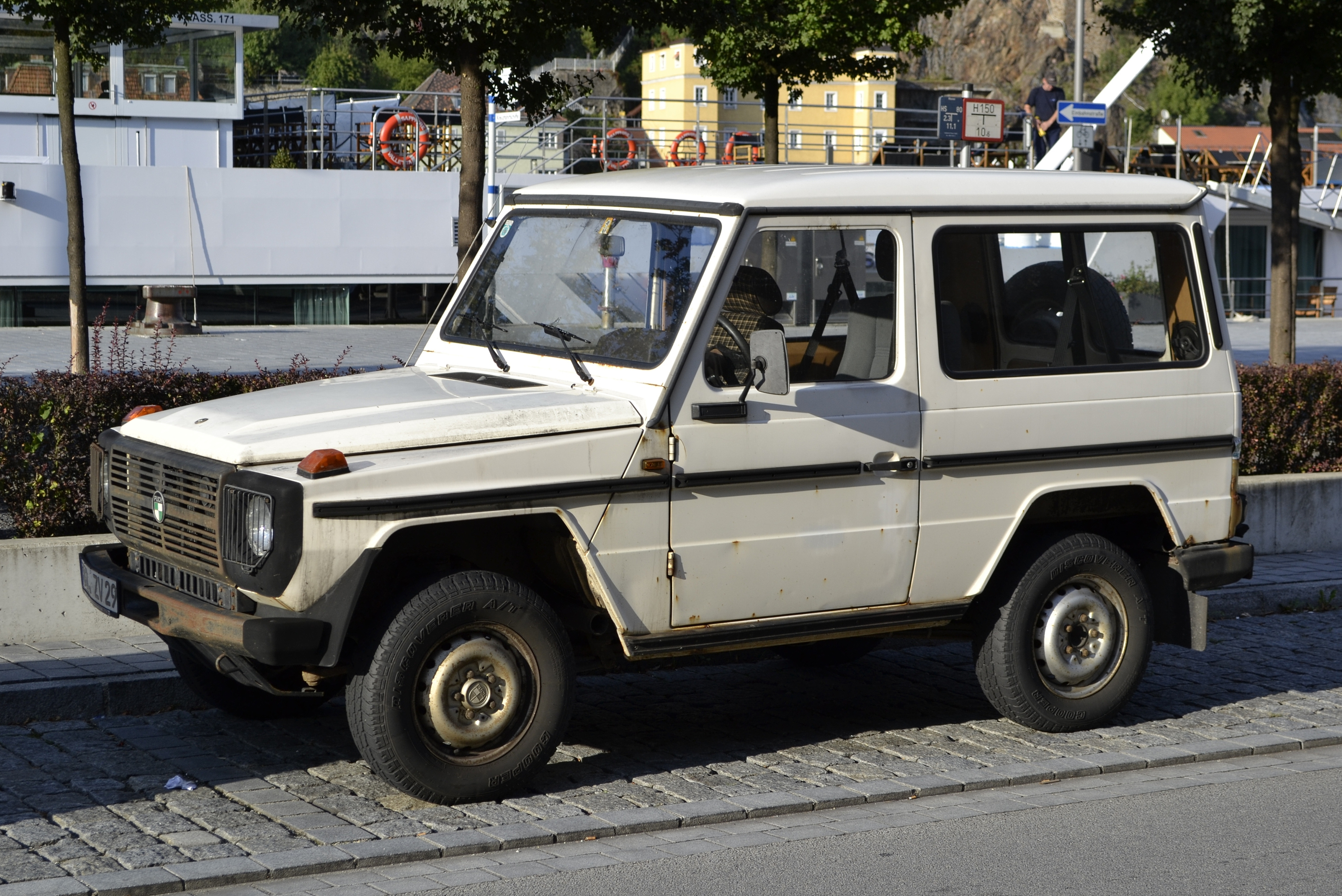
Puch G

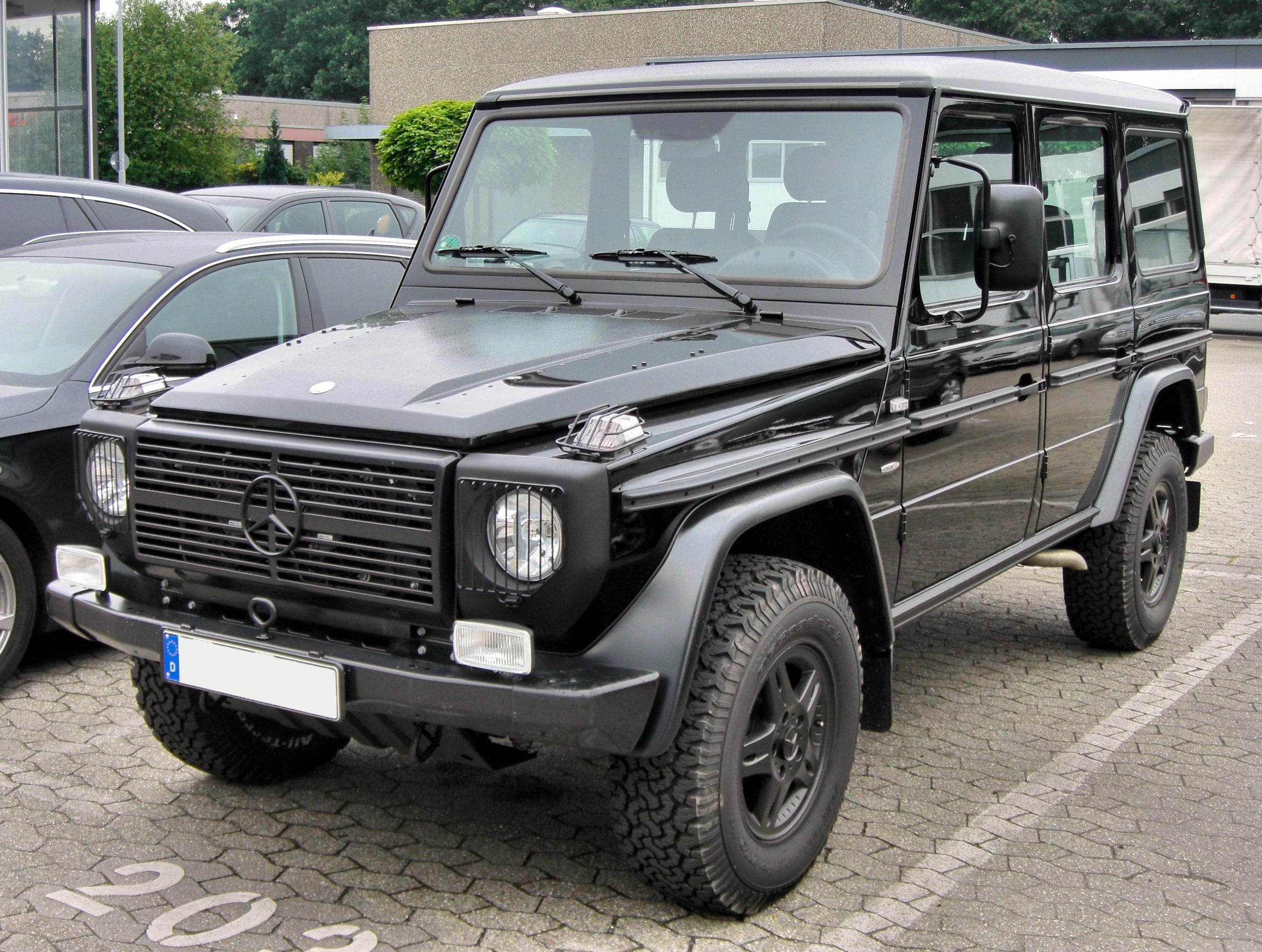
Mercedes G-Classe Edition Pur